# No Quarter: Jimmy Page and Robert Plant Unledded
No Quarter: Jimmy Page and Robert Plant Unledded è un album discografico registrato live realizzato da Robert Plant e Jimmy Page, entrambi già componenti del gruppo musicale Led Zeppelin, con la partecipazione del batterista Michael Lee. Il disco è uscito nel 1994; nel 2004, in occasione del decimo anniversario, l'album venne ristampato in DVD con il titolo Unledded.

## Tracce
1. Nobody's Fault but Mine – 4:06
2. Thank You – 5:47
3. No Quarter – 3:45
4. Friends – 4:37
5. Yallah – 4:59
6. City Don't Cry – 6:08
7. Since I've Been Loving You – 7:29
8. The Battle of Evermore – 6:41
9. Wonderful One – 4:57
10. That's the Way – 5:35
11. Gallows Pole – 4:09
12. Four Sticks – 4:52
13. Kashmir – 12:27

## Tracce Unledded (DVD 2004)
1. No Quarter
2. Thank You
3. What Is And What Should Never Be
4. The Battle Of Evermore
5. Gallows Pole
6. Nobody's Fault But Mine
7. City Don't Cry
8. The Truth Explodes
9. Wah Wah
10. When The Levee Breaks
11. Wonderful One
12. Since I've Been Loving You
13. The Rain Song
14. That's The Way
15. Four Sticks
16. Friends
17. Kashmir

Bonus Features
1. Black Dog (performed live at the ABC American Music Awards)
2. Most High (Promo Video, brano dell'album Walking into Clarksdale)
3. Moroccan Montage
4. Intervista a Robert Plant e Jimmy Page